# Pictoni

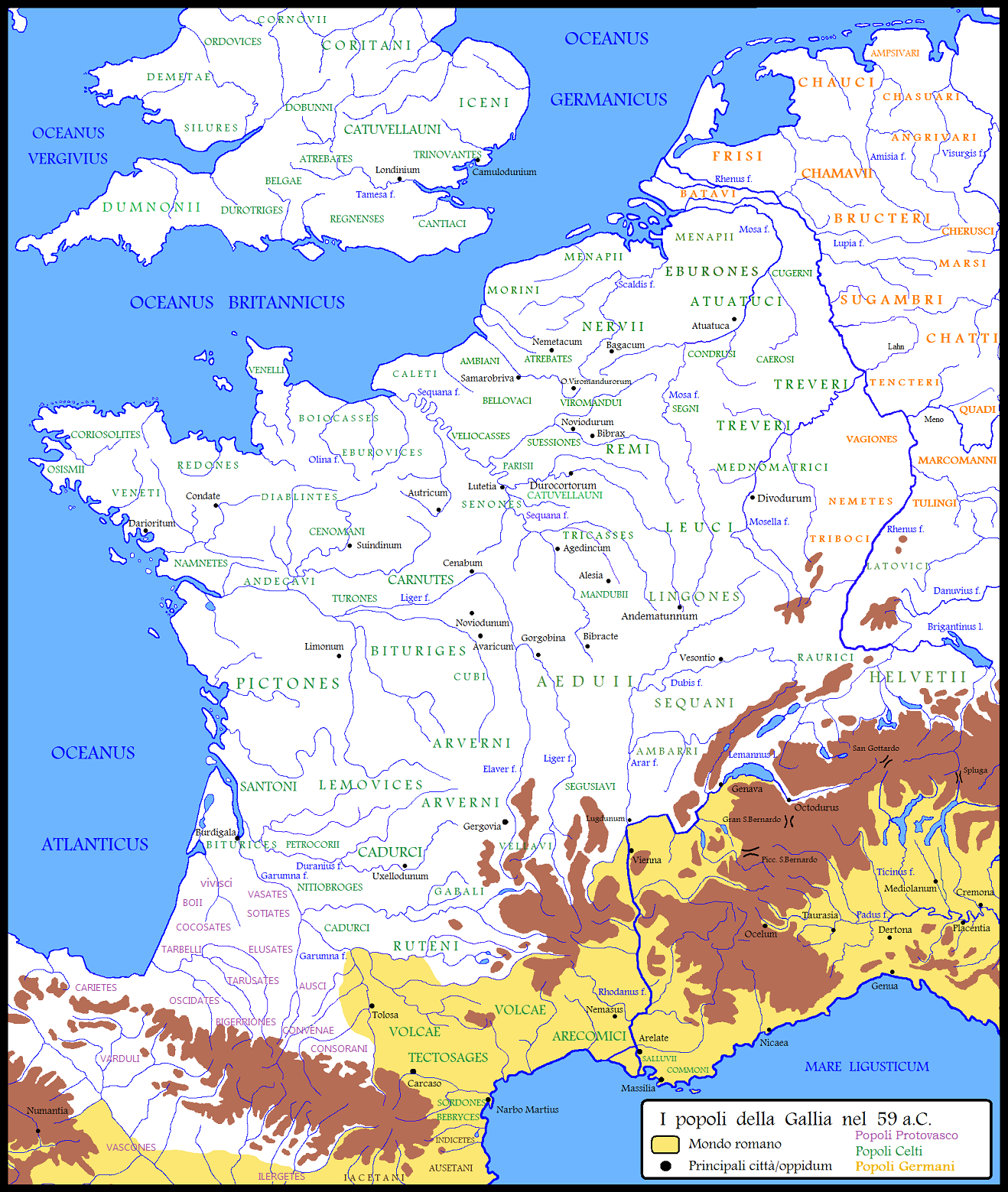
Mappa della Gallia prima della conquista di Cesare nel 59 a.C.

I Pictoni furono un popolo gallico che, a seconda delle fonti e delle epoche, sono stati anche chiamati Pitti (che è pure il nome di un antico popolo scozzese, i Pitti), o, ben dopo la conquista romana della Gallia, Pictavi.

## Il periodo di indipendenza

### Territorio
I confini del territorio dei Pictoni sono desumibili a partire da tre elementi:
- la toponomastica: il toponimo Equoranda o Ewiranda indica un elemento acquatico che funge da frontiera; lo si ritrova a Ingrandes nel comune di Couziers, dove faceva da frontiera con gli Anducavi (Angiò); a Ingrandes, con i Turoni (Turenna); a Ingrandes presso Le Blanc, con i Biturigi Cubi; lo si rincontra anche nel nome del ruscello degli Équilandes, presso Bourg-Archambault, alla frontiera con i Lemovici (Limosino); nella foresta d'Argenson; con il fiume Guirande, a sud di Niort;
- la numismatica: le monete dei Pittoni si ritrovano essenzialmente a sud della Loira Atlantica all'interno degli attuali dipartimenti della Vandea, dei Deux-Sèvres e della Vienne.
- i confini dell'antico vescovado di Poitiers, che si costituì nel III secolo e ha quindi ripreso i contorni della città del III secolo, qui si estendeva su tutta la civitas dei Pittoni, divenuta in seguito la contea di Poitou, fino a quando quest'ultima non fu privata del Pays de Retz e dei Mauges nel X secolo, e nel 1317 subì lo scorporo dei vescovadi di Maillezais e di Luçon.

A partire da questi elementi, può stabilirsi con certezza che il loro territorio, prima della conquista romana, si estendeva sul dipartimento attuale della Vienne e di Deux-Sèvres, vale a dire l'Alto Poitou. È probabile, ma non certo, che Vandea non ne facesse parte, forse essendo occupata dagli Ambiliati. Che il loro territorio, prima della conquista romana, si estendesse fino alla Loira, su tutto il corso inferiore, è un'ipotesi che è stata presto abbandonata. In ogni caso, dopo la conquista della Gallia, i tre dipartimenti formano un insieme che dura fino alla Rivoluzione francese, ossia più di diciotto secoli.

### Città ed economia
La «capitale» dei Pictoni era Lemonum, nome celtico dell'attuale Poitiers, che assume il significato di «olmeto». Questo termine deriverebbe dal gallico «Lemo-» Olmo (che corrisponde esattamente all'irlandese «Lem-» con lo stesso significato), latinizzata in Lemonum divenuto poi Poitiers, cioè la «città dei Pictoni». Lemonum era un oppidum situato su un vasto promontorio alla confluenza dei fiumi Clain e Boivre.

### Organizzazione politica e culti
Poco prima della conquista romana, sembrerebbe che lo stato pittone fosse organizzato secondo l'antico sistema monarchico celtico, e non con quello che prevedeva la nomina di un vergobret.
Molti nomi di tribù confinanti ci sono stati tramandati, come gli Ambiliati o Ambilatri (nell'attuale Vandea), gli Agesinati, e gli Agnuti o Anagnuti.
Durazio era il re dei Pictoni all'epoca della conquista, ma il suo potere appare essere limitato da quello dei capi guerrieri pittoni.

### Monetazione
Il Poitou dell'epoca celtica conobbe una circolazione monetaria originale dalla fin del II secolo a.C., costituita da esemplari in elettro. Come la maggior parte della monetazione gallica, essa era ispirata allo statere macedone, e alle monete greche della colonia di Empúries in Catalogna.
- Sul recto: testa umana con degli arabeschi e dei punti;
- Sul verso: cavallo androcefalo sormontato da un cavaliere che brandisce una corona.

Questi motivi ispireranno direttamente la monetazione dei Namneti, tanto erano importanti l'influenza politica e la stabilità economica dei Pictoni su questa regione della Loira. La monetazione si arricchisce presto di un motivo peculiare della nazione dei Pittoni: la mano aperta al di sotto del cavallo.
Monete come queste si ritrovano in abbondanza nella Vienne e nel Deux-Sèvres e,in piccola quantità, nella Vandea.
Esiste anche, del I secolo a.C., una serie d'argento, ornata di un cavaliere alato che salta un fiore del tipo di lys, che si avvicina agli esempi monetali dei Biturigi. Il suo carattere propriamente pittone è pertanto meno certo.

## La guerra di Gallia e la fine dell'indipendenza
I Pittoni erano tra quei popoli che potevano sentirsi minacciati dalle migrazioni degli Elvezi verso il territorio dei Santoni, nel caso in cui essi fossero giunti dalla parte nord del Massiccio Centrale. Essi avevano dunque tutto l'interesse a un intervento di Giulio Cesare.
Proprio come i Santoni, anch'essi fornirono Cesare di una flotta, nel 56 a.C. Il loro capo Durazio restò fedele a Cesare all'epoca dell'insurrezione del 52 a.C. Ciononostante, Vercingetorige nel chiedere rinforzi a tutti i popoli della Gallia, si rivolse anche ai Pictoni, chiedendo ed ottenendo l'invio di 8000 uomini. Il popolo dei Pictoni era dunque diviso: il contingente favorevole a Vercingetorige raggiunse il capo degli Anducavi Dumnacos ad Angers, che si diresse allora verso Lemonum per assediarvi Durazio. Questi inviò un corriere al legatus romano Gaio Caninio, che giunse dal territorio dei Ruteni a fornirgli il suo appoggio. Ma, avendo con sé delle truppe di poco valore, si costruì un castrum nel qual riuscì validamente a resistere all'assalto portatogli da Dumnacos e protrattosi per vari giorni.
Alla fine Dumnacos fu messo in fuga dalla notizia dell'arrivo del legato Gaio Fabio che, ottenuta l'alleanza dei popoli compresi tra il Beauvais e Tours, muoveva a sostegno di Caninio.
Per l'essere restata in maggioranza fedele a Giulio Cesare, la città pictone fu probabilmente incrementata del territorio degli Ambiliati e degli Agnuti (probabilmente la Vandea).

## La pace romana
Pur beneficiando della Pax Romana, soprattutto con la realizzazione di numerose opere di edilizia urbana, il popolo dei Pictoni, come tutti i popoli gallici, non sarà profondamente romanizzato. Dalla metà del II secolo i miliarii indicheranno le distanze stradali in leghe gallesi, e non più in miglia romane. Risale al 237 la prima menzione del progressivo cambiamento del nome Limonum in Poitiers.
La città dei Pictoni fu tuttavia prospera e ne sono testimonianza gli agglomerati che si svilupparono attorno ai santuari rurali, come Sanxay, e le Tours Mirandes a Vendeuvre nei primi due secoli dell'era cristiana. Altri agglomerati ancora si sono sviluppati a partire partir del III secolo, come Vieux-Poitiers a Naintré, un borgo che ha rivelato l'esistenza di tombe eccezionali (le Dames de Naintré) e la cui vita non cesserà se non con le invasioni normanne del IX secolo.
Nel I secolo, il geografo Strabone menziona ancora le due principali città pittonie dell'epoca: Lemonum (Poitiers) e Ratatium (Rezé). Ciò è confermato nel II secolo da Claudio Tolomeo, che menziona anche i Pittoni occupanti la zona a sud dell'estuario della Loira che avevano in Ratatium (Rezé) un importante porto fluviale.
Dopo che Costantino I ebbe promulgato l'Editto di Milano, il Cristianesimo si diffuse sempre più rapidamente. Ilario fu il primo vescovo di Poitiers intorno al 350; fu egli ad accogliere Martino di Tours, che fonderà a Ligugé il più antico monastero della Gallia, ancora in attività.